# Matthias Buchinger
Matthias Buchinger, conosciuto anche con il nome inglese Matthew Buckinger (Ansbach, 2 giugno 1674 – Cork, 17 gennaio 1740), è stato un artista, calligrafo e illusionista tedesco.
Era considerato uno dei più abili artisti e intrattenitori del suo tempo, nonostante fosse nato senza mani e gambe.

## Biografia

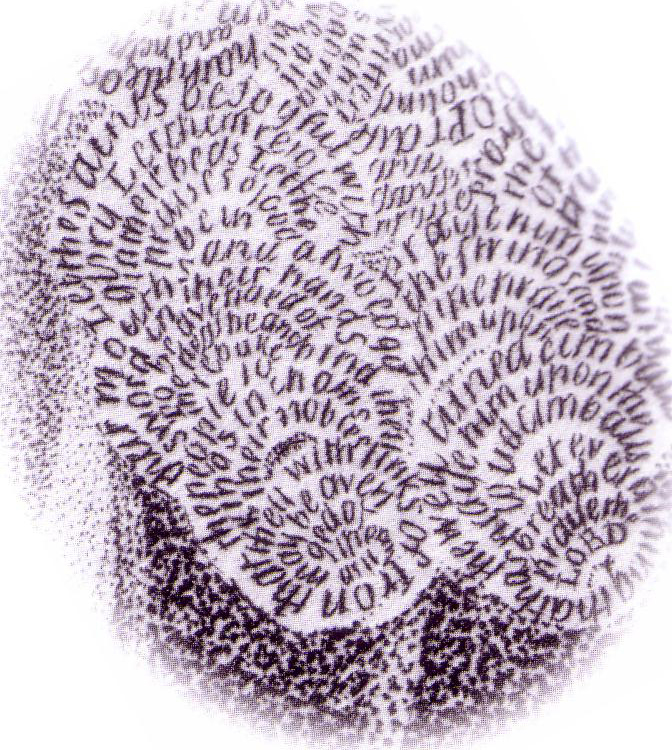
Dettaglio dei riccioli del suo celebre autoritratto, composti da minuscole scritte

Matthias Buchinger nacque nella cittadina di Ansbach in Germania il 2 o 3 giugno 1674, ultimo dei nove figli di una famiglia modesta. Nonostante fosse nato senza mani e gambe e con solo due appendici simili a delle pinne al posto delle braccia, imparò a scrivere e a dipingere. Era inoltre in grado di suonare diversi strumenti musicali, di usare le armi da fuoco, di costruire modellini di navi in bottiglia e di mettere in scena giochi di prestigio in particolare con l'uso dei bussolotti.
Per via della sua altezza di soli 74 centimetri era conosciuto come "il piccolo uomo di Norimberga" ("Little Man from Nuremberg"). Nei primi decenni del XVIII secolo esibì le sue abilità nelle corti di diversi paesi europei. Non era però visto come un fenomeno da baraccone, ma come un uomo di cultura ammirato e rispettato da nobili e letterati.
Dopo essersi esibito più volte davanti a sovrani tedeschi, nel 1716 si recò a Londra dove incontrò re Giorgio I di Gran Bretagna. In seguito si trasferì in Irlanda, dove la sua presenza è documentata nel 1720 a Dublino e nel 1722 a Belfast. Nel 1737 era di nuovo a Dublino, e morì a Cork nel 1740.
Durante la sua vita si sposò quattro volte ed ebbe dalle sue mogli almeno 11 figli, oltre a diversi figli illegittimi da più amanti.
Tra le opere più notevoli vi sono i suoi disegni e le incisioni, raffiguranti ritratti o paesaggi, talmente ricchi di minuscoli dettagli che in alcuni casi è necessaria una lente di ingrandimento per riuscire a distinguerli. Esempio di ciò è il proprio autoritratto, nel quale i riccioli della parrucca sono in realtà composti da microscopiche scritte che riportano i versi di alcuni salmi della Bibbia.
Nel 2016 il Metropolitan Museum of Art di New York ha organizzato una mostra dal titolo “Wordplay: Matthias Buchinger’s Drawings From the Collection of Ricky Jay”, esponendo 16 opere di Buchinger raccolte durante 30 anni di lavoro dall'illusionista e scrittore Ricky Jay, appassionato della figura di Buchinger.
Nel 2018 viene dedicato all'artista un libro pubblicato dal prestigiatore e scrittore Alex Rusconi mentre l'anno successivo, il famoso giornalista Gian Antonio Stella, con la consulenza dello stesso Rusconi, dedica a Buchinger alcune pagine del suo libro Diversi (Solferino, 2019).

## Libri
- Matthias Buchinger: The Greatest German Living - Ricky Jay, Siglio, 2016. ISBN 978-1938221125
- Matthew Buchinger. Il meraviglioso, piccolo uomo di Norimberga - Alex Rusconi, Lulu.com, 2018. ISBN 978-0-244-97879-2
- Diversi - Gian Antonio Stella, Solferino, 2019. ISBN 978-88-282-0035-2